# Cyrtandra lithophila
Cyrtandra lithophila är en tvåhjärtbladig växtart som beskrevs av Rudolf Schlechter. Cyrtandra lithophila ingår i släktet Cyrtandra och familjen Gesneriaceae. Inga underarter finns listade i Catalogue of Life.